# Hans-Joachim Ketelsen
Hans-Joachim Ketelsen (* 17. Februar 1945 in Altenburg in Thüringen) ist ein deutscher Opernsänger (Bariton).

## Leben

### Kindheit und Jugend
Hans-Joachim Ketelsens Eltern stammen aus Görlitz. Im Februar 1945 floh die Mutter vor der herannahenden Front. Hans-Joachim Ketelsen wurde daher in Altenburg in Thüringen geboren und verbrachte das Kriegsende mit der Mutter auf einem Bauernhof in Hinteruhlmannsdorf (Engertsdorf). Nach Kriegsende kehrten sie nach Görlitz zurück. Der Vater kam erst Ende 1946 aus der Kriegsgefangenschaft zurück. Hans-Joachim Ketelsen wuchs in Görlitz auf, wo er die heutige Melanchthonschule besuchte. Nach dem Schulabschluss absolvierte er eine Berufsausbildung zum Maurer.
Der Familienname Ketelsen geht auf Vorfahren in Nordfriesland zurück.

### Werdegang
Anfang der 1960er-Jahre übersiedelte Hans-Joachim Ketelsen nach Dresden, wo er 1965 heiratete. Aus der Ehe gingen ein Sohn und eine Tochter hervor.
Zu dieser Zeit war Ketelsen Mitglied im „Ensemble der Jungen Talente“ im Jugendklubhauses „Martin Andersen Nexö“ (heute: Kulturzentrum Scheune) in Dresden, wo er bereits in Gesang unterrichtet wurde.
Während der Arbeit als Berufskraftfahrer beim VEB Kraftverkehr Dresden studierte Hans-Joachim Ketelsen klassischen Gesang in einem Abendstudium an der Hochschule für Musik Carl Maria von Weber Dresden. Ketelsen war u. a. Schüler von Arno Schellenberg und Johannes Kemter.
Hans-Joachim Ketelsen debütierte 1973 am Stadttheater Freiberg als Graf von Eberbach in Der Wildschütz von Albert Lortzing. Über die Städtischen Theater Karl-Marx-Stadt (heute Theater Chemnitz) von 1976 bis 1982 führte sein Weg 1982 an die Staatsoper Dresden (Semperoper). Von 1982 bis 1993 trat er als ständiger Gast an der Staatsoper Berlin auf. Am 13. Februar 1985 nahm er an der Eröffnung der neuen Semperoper Dresden als Fürst Ottokar in Der Freischütz von Carl Maria von Weber teil. Ebenfalls 1985 wurde er zum Kammersänger der Semperoper ernannt. Ab 1990 ist er als Gast an vielen Theatern der Welt aufgetreten.
Zu seinem umfangreichen Repertoire gehören vor allem Partien aus Opern von Richard Wagner und Richard Strauss, aber auch von Giacomo Puccini, Giuseppe Verdi.
Am 10. Dezember 2013 beendete Hans-Joachim Ketelsen seine internationale Karriere als Faninal in Der Rosenkavalier an der Metropolitan Opera New York. Trotzdem ist er seit Ende 2015 wieder in Nebenrollen an der Staatsoper Dresden und an der Staatsoperette Dresden zu sehen gewesen.

### Engagements
- Stadttheater Freiberg (Sachsen) 1973–1976[1]
- Städtische Theater Karl-Marx-Stadt 1976–1982[1]
- Staatsoper Dresden seit 1982[1]
- Staatsoper Berlin 1982–1993 (ständiger Gast)[2]

### Auszeichnungen
- 1977: 2. Preis beim 4. Wettbewerb junger Sänger der Theater der DDR[3]
- 1985: Ernennung zum Kammersänger der Staatsoper Dresden[2]
- 1996: Theo-Adam-Preis der Stiftung zur Förderung der Semperoper[2]
- 2023: Ehrenmitglied der Semperoper Dresden[4]

### Gastspiele (Auswahl)
- Bayreuther Festspiele[5]
  - Meistersinger, Kothner, 1996–2001
  - Rheingold, Donner, 1998/2000–2001
  - Götterdämmerung, Gunther, 2000–2001
  - Lohengrin, Telramund, 2010

- Bayerische Staatsoper München[6]
  - Meistersinger, Kothner, 1997
  - Lohengrin, Telramund, 1999
  - Tristan und Isolde, Kurwenal, 1999
  - Frau ohne Schatten, Geisterbote, 2000
  - Rheingold, Donner, 2002/2003, 2006

- Wiener Staatsoper
  - Meistersänger, Beckmesser 1999
  - Tristan und Isolde, Kurwenal, 2003–2004

- Teatro dell’Opera di Roma
  - Rheingold, Donner, 1999
- Hamburgische Staatsoper
  - Lohengrin, Telramund, 1998/2005/2009
  - Meistersinger, Beckmesser, 2002/2005
  - Rosenkavalier, Faninal, 2009

- Metropolitan Opera New York[7]
  - Arabella, Mandryka, 1994/2001
  - Lohengrin, Telramund, 1998
  - Meistersinger, Beckmesser, 1998/2003/2007
  - Tristan und Isolde, Kurwenal, 1999
  - Rosenkavalier, Faninal, 2000/2009/2013
  - Rosenkavalier, Faninal, 2001 (Japan-Tournee)
  - Parsifal, Amfortas, 2001

- New National Theatre Tokyo
  - Lohengrin, Telramund, 1997
  - Rosenkavalier, Faninal, 2007

- Teatro alla Scala Mailand
  - Rosenkavalier, Faninal, Mailand, 2003

- Teatro Real Madrid
  - Götterdämmerung, Gunther, 2004
  - Lohengrin, Telramund, 2005

- Grand Teatre del Liceu Barcelona
  - Lohengrin, Telramund, 2006

- Tanglewood Festival[8]
  - Meistersinger, Beckmesser, 2009

- Cincinnati Opera
  - Meistersinger, Beckmesser, 2010
  - Rosenkavalier, Faninal, 2013
- San Diego Opera
  - Rosenkavalier, Faninal, 2011

## Aufzeichnungen (Auswahl)

### Rundfunk und Fernsehen
- Die vornehmen Dilettanten oder Die Opernprobe, (Konzertmitschnitt), Musikhochschule „Carl Maria von Weber“ Dresden, 1975 / DRA Babelsberg StMO 1121/A-B 54'15
- Falstaff (25. Dezember 1981), Städtische Theater Karl-Marx-Stadt, Fernsehen der DDR
- Festliche Eröffnung der Semperoper, Freischütz (13. Februar 1985), Staatsoper Dresden, Fernsehen der DDR
- Engelbert Humperdinck: Hänsel und Gretel (23. Dezember 2006), Staatsoper Dresden, ZDF/Arte

### Diskografie
- Carl Maria von Weber: Der Freischütz, Eröffnung Semperoper (Staatsoper Dresden, live 13. Februar 1985)
- Hans Pfitzner: Palestrina (Konzert, Schauspielhaus Berlin, Juni 1986, Berlin Classics)
- Richard Strauss: Die Frau ohne Schatten (Staatsoper Dresden, Nov./Dez. 1996, Teldec)
- Richard Wagner: Tristan und Isolde (Metropolitan Opera New York, live 18. Dezember 1999)
- Richard Strauss: Der Rosenkavalier (Metropolitan Opera New York, live 29. Januar 2000)
- Richard Wagner: Das Rheingold (Bayreuther Festspiele, live 26. Juli 2000)
- Richard Wagner: Götterdämmerung (Bayreuther Festspiele, live 31. Juli 2000)
- Richard Wagner: Das Rheingold (Bayerische Staatsoper München, live 24. Februar 2002)[9]

### Video
- Richard Wagner: Tristan und Isolde (Metropolitan Opera New York, live 18. Dezember 1999)
- Engelbert Humperdinck: Hänsel und Gretel (Staatsoper Dresden, live Dezember 2006, EuroArts)
- Richard Wagner: Lohengrin (Grand Teatre del Liceu Barcelona, 2007, live Montage 24./27. Juni 2006, EuroArts)
- Richard Strauss: Der Rosenkavalier (NHK Hall Tokyo, live 2007)[9]